# 281-я штурмовая авиационная дивизия
281-я штурмовая авиационная Новгородская Краснознамённая дивизия (281-я шад) — соединение Военно-Воздушных сил (ВВС) Вооружённых Сил РККА штурмовой авиации, принимавшее участие в боевых действиях Великой Отечественной войны.

## Наименования дивизии
- ВВС 4-й армии;

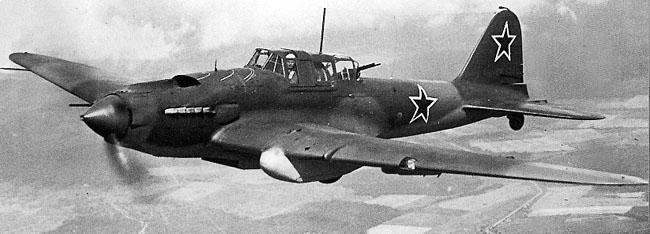
Ил-2 стоял на вооружении дивизии всю войну.

- 281-я штурмовая авиационная дивизия[1];
- 281-я штурмовая авиационная Новгородская дивизия[1];
- 281-я штурмовая авиационная Новгородская Краснознамённая дивизия[1];
- 281-я транспортная авиационная Новгородская Краснознамённая дивизия[1];
- 281-я военно-транспортная авиационная Новгородская Краснознамённая дивизия[1];
- Войсковая часть (Полевая почта) 49748[1].

## История и боевой путь дивизии
281-я штурмовая авиационная дивизия сформирована 8 августа 1942 года приказом 14-й воздушной армии № 00207 от 04.08.1942 г. в составе 14-й воздушной армии Волховского фронта. В состав дивизии вошли полки ВВС Волховского фронта:
- 448-й штурмовой авиационный полк;
- 569-й штурмовой авиационный полк;
- 175-й штурмовой авиационный полк.

В процессе боевой работы дивизия пополнялась новые частями: 872-й штурмовой авиационный полк и 211-й штурмовой авиационный полк (27.08.1942 г.), 703-й штурмовой авиационный полк (09.10.1942 г.), 958-й штурмовой авиационный полк (07.07.1943 г.) и убывали на переформирование в глубокий тыл: 175-й штурмовой авиационный полк и 211-й штурмовой авиационный полк (21.10.1943 г.), 569-й штурмовой авиационный полк (06.12.1943 г.).
После формирования дивизия участвовала с 7 августа в боях на киришском направлении, поддерживая части 4-й армии составом 3-х полков: 448-й, 569-й и 175-й штурмовые авиаполки. В период проведения Киришской операции дивизия выполнила 70 боевых вылетов. Свои потери составили 5 самолётов и 4 летчика.
В Синявинской операции 1942 года дивизия участвовала составом 5-ти полков: 448-й, 569-й, 175-й, 211-й и 872-й штурмовые авиаполки. Выполнила 440 боевых вылетов, уничтожила 23 танка, 15 ДЗОтов, 60 блиндажей, 200 автомашин, 60 орудий полевой артиллерии, 11 минометных точек, 40 точек зенитной артиллерии, 130 железнодорожных вагонов, 65 самолётов противника на аэродромах на земле и 3 в воздушных боях. Свои потери составили 33 самолёта, 19 летчиков и 1 стрелок.
В период с 6 по 23 октября 1942 года дивизия действовала в интересах 52-й армии, проводившей частную операцию, составом 3-х полков: 448-й, 569-й и 872-й штурмовые авиаполки. Выполнила 140 боевых вылетов, уничтожила 10 танков, 3 ДЗОта, 20 блиндажей, 100 автомашин, 37 орудий полевой артиллерии, 10 минометных точек, 27 точек зенитной артиллерии, складов с боеприпасами — 10, с горючим — 2, 34 железнодорожных вагонов, до 300 солдат и офицеров. Свои потери составили 2 самолёта и 2 летчика.
В период с 13 по 17 ноября 1942 года дивизия действовала в интересах 59-й армии, проводившей наступательную операцию по улучшению своего положения на западном берегу реки Волхов, составом 4-х полков: 448-й, 569-й, 703-й и 872-й штурмовые авиаполки. Выполнила 20 боевых вылетов, уничтожила 13 блиндажей, 6 автомашин, 12 орудий полевой артиллерии, 6 минометных точек, 6 железнодорожных вагонов, до 50 солдат и офицеров. Своих потерь нет.
С 12 января 1943 года дивизия составом 3-х полков (448-й, 703-й и 872-й штурмовые авиаполки), участвует в прорыве блокады Ленинграда. Выполнила 820 боевых вылетов, уничтожила 2 танка, 92 ДЗОта, 131 блиндаж, 123 автомашин, 158 орудий полевой артиллерии, 88 пулеметных и 49 минометных точек, 30 точек зенитной артиллерии, складов с боеприпасами — 11, с горючим — 3, железнодорожных вагонов — 91, 3025 солдат и офицеров, 3 самолёта противника в воздушных боях. Свои потери составили 48 самолётов, 31 летчик и 15 стрелков.
С 18 марта по 3 апреля 1943 года дивизия составом 3-х полков (448-й, 703-й и 872-й штурмовые авиаполки), содействовала наступлению 8-й армии. Выполнила 343 боевых вылетов, уничтожила 8 ДЗОтов, 20 блиндажей, 6 автомашин, 14 минометных точек, 5 складов с боеприпасами, 27 точек зенитной артиллерии, 115 солдат и офицеров. Свои потери составили 16 самолётов, 13 летчиков и 9 стрелков.
В Мгинской наступательной операции дивизия содействовала частям 8-й армии составом 4-х полков (448-й, 703-й, 872-й и 958-й штурмовые авиаполки). Выполнено 1440 боевых вылетов, уничтожено 52 ДЗОта и блиндажей, 59 автомашин, 176 орудий полевой артиллерии, 153 минометных точки, 28 складов с боеприпасами, 246 точек зенитной артиллерии, 50 железнодорожных вагонов, 762 солдата и офицера, 1 самолёт в воздушных боях. Свои потери составили 37 самолётов, 25 летчиков и 16 стрелков.
В период с 8 августа 1942 года по 15 сентября 1943 года дивизия уничтожила 145 самолётов противника на аэродромах (38 из них совместно с Пе-2 280-й бомбардировочной авиадивизии) и 20 повреждено. В воздушных боях сбито 7 Ме-109, 1 Ju-88 и 2 Hs-126, подбит 1 Hs-126. Разрушено и повреждено до 1000 железнодорожных вагонов, до 15 паровозов и до 17 железнодорожных цистерн.
С 15 по 25 сентября 1943 года дивизия боевых действий не вела. 21 сентября управление дивизии перебазировалось в Любытино, а 872-й и 958-й штурмовые авиаполки — в Большое Заборовье. С 2 сентября дивизия начала боевые действия способом «свободная охота». С 16 октября управление дивизии перебазировалось в Любцы, 703-й штурмовой авиационный полк — с аэродрома Городно на аэродром Ветренка, 872-й штурмовой авиационный полк — с аэродрома Большое Заборовье на аэродром Ветренка, 17 октября 958-й штурмовой авиационный полк — на аэродром М. Вишера, 18 октября 703-й штурмовой авиационный полк — с аэродрома Ветренка на аэродром Жерновка.
В дальнейшем дивизия участвовала в Новгородско-Лужской, Ленинградско-Новгородской, Свирско-Петразаводской, Нарвской, Прибалтийской наступательной и Моонзундской десантной операциях.
В конце декабря 1944 года дивизия перебазировалась в Рапла (Эстонская ССР), 448-й штурмовой авиационный полк — на аэродром Клога, 703-й штурмовой авиационный полк — на аэродром Куусику. За 1944 год дивизия выполнила 5549 боевых вылетов, уничтожено 242 батареи полевой, 233 зенитной и 227 минометной артиллерии, 2 дальнобойных орудия, 58 пулеметов, 1 бронепоезд, 20 танков, 10 паровозов и 121 железнодорожный вагон, 17 железнодорожных платформ и 9 цистерн, 3 бронетранспортера и 7 тягачей, 1995 автомашин, 120 ДЗОтов и блиндажей, 62 склада, до 13000 солдат и офицеров, 55 самолётов на аэродромах на земле и 26 самолётов в воздушных боях. Проведено 62 воздушных боя. Свои потери составили 148 самолётов.
Особенно отличилась дивизия в боях на Карельском перешейке, под Ленинградом и в Эстонии, где дивизии приходилось действовать в сложной наземной и воздушной обстановке, при активном противодействии авиации противника. Её полки участвовали в освобождении городов Виипури, Нарва, Новгород, Таллин. За боевые действия 281-я штурмовая авиадивизия была награждена орденом Красного Знамени и удостоена почетного наименования «Новгородская».
В составе действующей армии дивизия находилась с 7 августа 1942 года по 9 мая 1945 года.
После войны дивизия базировалась в Прибалтике на аэродромном узле Тарту (военный городок Лембите) Эстонская ССР. В соответствии с Постановлениями Совета Министров СССР от 27 апреля 1946 года и на основании приказа Министра Вооружённых сил от 10 июня 1946 года 281-я штурмовая авиационная Новгородская Краснознамённая дивизия передана в состав вновь образованных Воздушно-десантных войск и получила наименование 281-я транспортная авиационная Новгородская Краснознамённая дивизия. На вооружении дивизии поступили самолёты Ли-2. С октября 1946 года дивизия базируется на аэродромном узле Кречевицы (Новгородская область) до 1959 года. В декабре 1959 года 281-я военно-транспортная авиационная Новгородская Краснознамённая дивизия была расформирована на аэродроме Кречевицы.

## Командир дивизии
| Звание                                             | Имя                           | Период                  | Примечание |
| -------------------------------------------------- | ----------------------------- | ----------------------- | ---------- |
| Подполковник, полковник (с 18.03.1943 г.)          | Греськов Сергей Евменович     | 27.07.1942 — 10.06.1946 |            |
| Полковник, генерал-майор авиации (с 03.08.1953 г.) | Рассказов Константин Иванович | 02.1952 — 15.04.1960    |            |

## В составе объединений
| Дата          | Фронт (округ)                                  | Армия                | Примечания |
| ------------- | ---------------------------------------------- | -------------------- | ---------- |
| 07.08.1942 г. | Волховский фронт                               | 14-я воздушная армия | -          |
| 15.02.1944 г. | Ленинградский фронт                            | 14-я воздушная армия | -          |
| 26.02.1944 г. | Ленинградский фронт                            | 13-я воздушная армия | -          |
| 24.04.1944 г. | 3-й Прибалтийский фронт                        | 14-я воздушная армия | -          |
| 01.06.1944 г. | Ленинградский фронт                            | 13-я воздушная армия | -          |
| 09.05.1945 г. | Ленинградский фронт                            | 13-я воздушная армия | -          |
| 24.07.1945 г. | Ленинградский военный округ                    | 13-я воздушная армия | -          |
| 27.04.1946 г. | Главнокомандование Воздушно-десантных войск    | Авиация ВДВ          | -          |
| 01.01.1946 г. | Главнокомандование Военно-транспортной авиации | -                    | -          |

## Части и отдельные подразделения дивизии
За весь период своего существования боевой состав дивизии претерпевал изменения:
| Период                  | Наименование                                                                               | Вооружение                                                                    |
| ----------------------- | ------------------------------------------------------------------------------------------ | ----------------------------------------------------------------------------- |
| 08.08.1942 — 27.04.1946 | 448-й штурмовой авиационный полк                                                           | Ил-2, передан в 277-ю шад                                                     |
| 08.08.1942 — 21.10.1942 | 175-й штурмовой авиационный полк                                                           | Ил-2                                                                          |
| 08.08.1942 — 06.12.1942 | 569-й штурмовой авиационный полк                                                           | Ил-2                                                                          |
| 27.08.1942 — 27.04.1946 | 872-й штурмовой авиационный полк                                                           | Ил-2, расформирован                                                           |
| 27.08.1942 — 21.10.1943 | 211-й штурмовой авиационный полк                                                           | Ил-2                                                                          |
| 09.10.1942 — 27.04.1946 | 703-й штурмовой авиационный полк                                                           | Ил-2, расформирован                                                           |
| 07.07.1943 — 13.01.1944 | 958-й штурмовой авиационный полк                                                           | Ил-2, убыл в состав 280-й смешанной авиационной дивизии                       |
| 27.04.1946 — 04.1949    | 197-й гвардейский военно-транспортный авиационный Сталинский Краснознамённый полк          | Ли-2, заменен на 196-й гв. втап                                               |
| 04.1949 — 12.1956       | 196-й гвардейский военно-транспортный авиационный Минский полк                             | Ли-2, передан в состав 3-й гвардейской военно-транспортной авиадивизии        |
| 27.04.1946 — 04.1949    | 334-й военно-транспортный Берлинский Краснознаменный авиационный полк                      | Ли-2, Ил-12, передан в состав 3-й гвардейской военно-транспортной авиадивизии |
| 27.04.1946 — 02.12.1959 | 334-й военно-транспортный Берлинский Краснознаменный авиационный полк                      | Ли-2, Ил-12, передан в состав 3-й гвардейской военно-транспортной авиадивизии |
| 27.04.1946 — 02.12.1959 | 566-й военно-транспортный Солнечногорский Краснознаменный ордена Кутузова авиационный полк | Ли-2, Ил-12, Ту-4Д, передан в состав 12-й военно-транспортной авиадивизии     |
| 27.04.1946 — 02.12.1959 | 136-я отдельная военно-транспортная авиационная эскадрилья                                 | Ил-14, передана в состав 12-й военно-транспортной авиадивизии                 |

### Боевой состав на 9 мая 1945 года
| Наименование                     | Вооружение  |
| -------------------------------- | ----------- |
| 448-й штурмовой авиационный полк | Ил-2, Литва |
| 703-й штурмовой авиационный полк | Ил-2, Литва |
| 872-й штурмовой авиационный полк | Ил-2, Литва |

## Участие в операциях и битвах
- Битва за Ленинград:

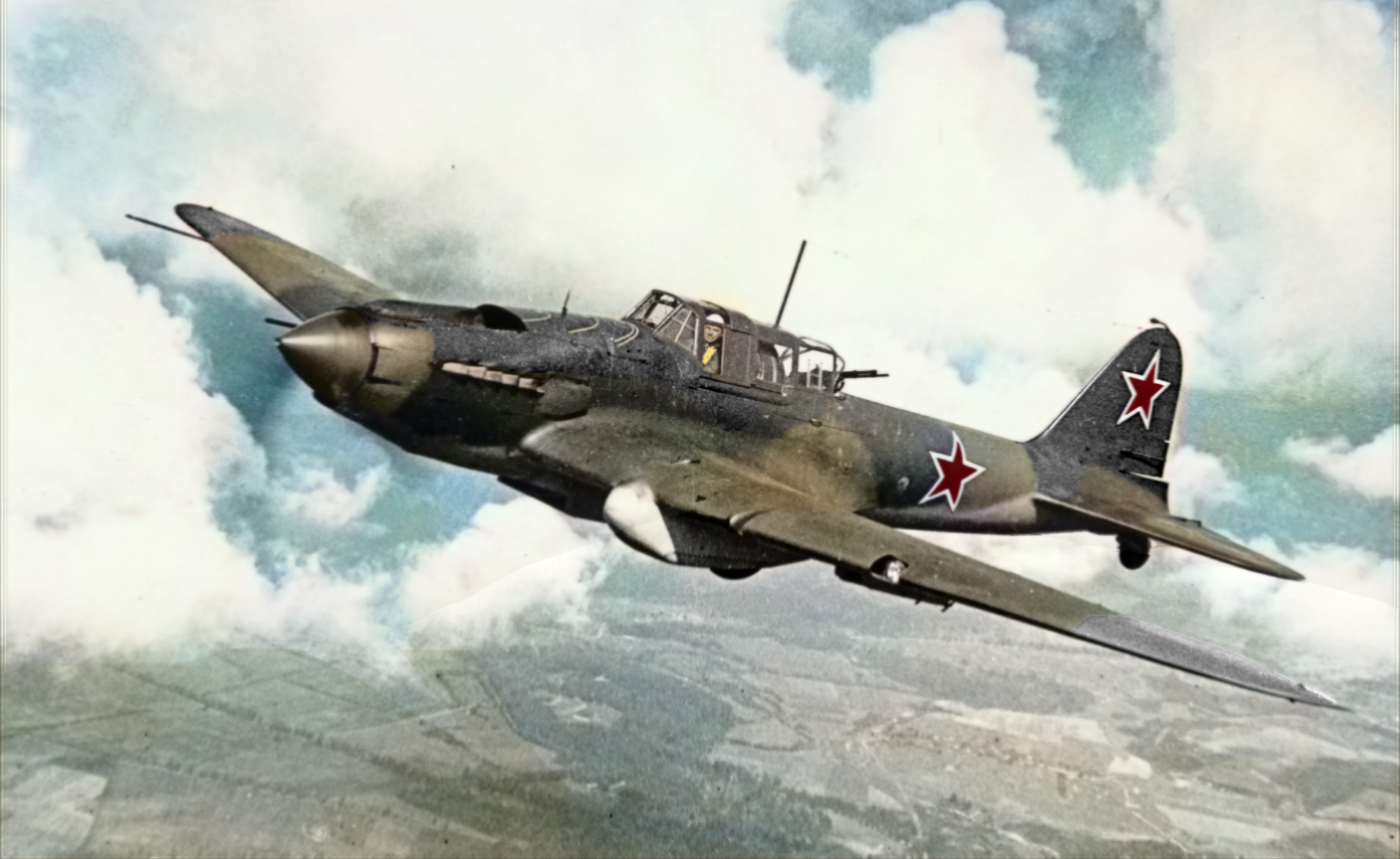
Конструкторы называли разработанный ими штурмовик Ил-2 «летающим танком», пилоты-истребители люфтваффе прозвали его «бетонным самолётом» (нем. Betonflugzeug), солдаты вермахта называли его «чумой» (нем. Schwarzer Tod, дословно: «чёрная смерть»).

  - Синявинская операция — с 19 августа 1942 года по 1 октября 1942 года.
  - Прорыв блокады Ленинграда — с 12 января 1943 года по 30 января 1943 года.
  - Мгинская наступательная операция — с 22 июля 1943 года по 22 августа 1943 года.
- Ленинградско-Новгородская стратегическая наступательная операция:
  - Новгородско-Лужская наступательная операция — с 14 января 1944 года по 15 февраля 1944 года.
  - Ленинградско-Новгородская операция — с 14 января 1944 года по 23 февраля 1944 года.
- Псковская наступательная операция — с 9 марта 1944 года по 15 апреля 1944 года.
- Выборгско-Петрозаводская операция:
  - Свирско-Петрозаводская операция — с 21 июня по 9 августа 1944 года.
- Нарвская операция — с 24 июля 1944 года по 30 июля 1944 года.
- Прибалтийская операция — с 14 сентября 1944 года по 24 ноября 1944 года.
  - Таллинская операция — с 17 сентября 1944 года по 26 сентября 1944 года.
  - Моонзундская операция — с 27 сентября 1944 года по 24 ноября 1944 года.

## Почётные наименования
- 281-й штурмовой авиационной дивизии за успешные действия в ходе Новгородско-Лужской наступательной операции и за отличие в боях при овладении важным хозяйственно-политическим центром страны городом Новгород приказ НКО № 07 от 21 января 1944 года на основании приказа Верховного Главнокомандующего № 61 от 20 января 1944 года в честь особого участия в освобождении в ходе операции важнейших городов[6] присвоено почётное наименование «Новгородская»[7].

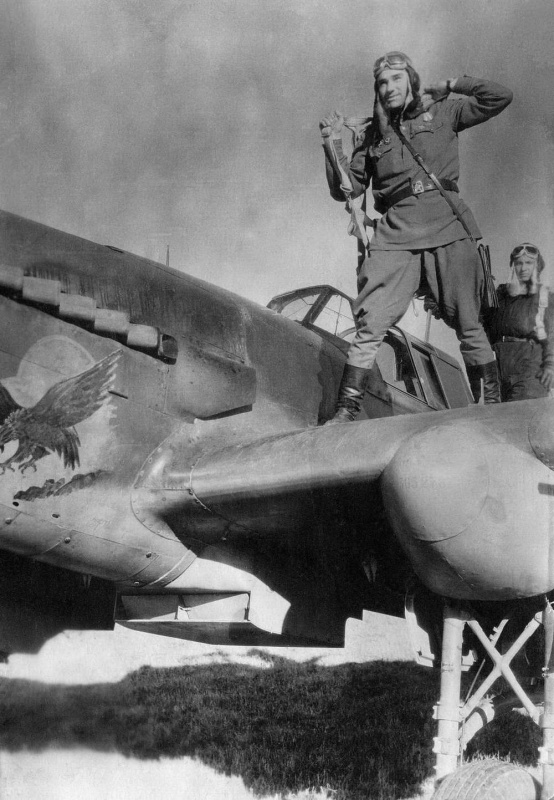
Возвращение с задания. На фото летчик 958-го штурмового авиаполка Мейлус Иван Игнатьевич.

- 448-м у штурмовому авиационному полку за отличие в боях при овладении штурмом городом и крепостью Нарва — важным укрепленным районом обороны немцев, прикрывающим пути в Эстонию приказом НКО на основании приказа ВГК № 149 от 26 июля 1944 года присвоено почётное наименование «Нарвский»[8].
- 703-му штурмовому авиационному полку за отличие в боях при овладении столицей Эстонской ССР городом Таллин (Ревель) — важной военно-морской базой и крупным портом на Балтийском море приказом НКО № 0338 от 22 октября 1944 года на основании приказа ВГК № 191 от 22 сентября 1944 года присвоено почётное наименование «Таллинский»[9].

## Награды
- 281-я штурмовая авиационная дивизия за образцовое выполнение заданий командования в боях с немецко-финскими захватчиками при прорыве линии Манергейма, овладении городом и крепостью Выборг и проявленные при этом доблесть и мужество  Указом Президиума Верховного Совета СССР от 2 июля 1944 года награждена орденом «Красного Знамени»[10].
- 448-й штурмовой авиационный Нарвский полк за образцовое выполнение заданий командования в боях немецкими захватчиками, за овладение островом Сарема (Эзель) и проявленные при этом доблесть и мужество Указом Президиума Верховного Совета СССР от 16 декабря 1944 года награждён орденом «Красного Знамени»[11].
- 703-й штурмовой авиационный Таллинский полк за образцовое выполнение заданий командования в боях немецкими захватчиками, за овладение островом Сарема (Эзель) и проявленные при этом доблесть и мужество Указом Президиума Верховного Совета СССР от 16 декабря 1944 года награждён орденом «Кутузова III степени»[11].
- 872-й штурмовой авиационный полк за образцовое выполнение заданий командования в боях немецкими захватчиками и проявленные при этом доблесть и мужество Указом Президиума Верховного Совета СССР награждён орденом «Александра Невского».

## Благодарности Верховного Главнокомандующего
Воинам дивизии объявлены благодарности Верховного Главнокомандующего:
- За отличия в боях при прорыве обороны противника на Карельском перешейке севернее города Ленинград и овладение городом и крупной железнодорожной станцией Териоки, важным опорным пунктом обороны противника Яппиля и занятии свыше 80 других населенных пунктов[12].
- За прорыв линии Маннергейма, преодоление сопротивления противника на внешнем и внутреннем обводах Выборгского укрепленного района и овладение штурмом городом и крепостью Выборг[13].
- За отличие в боях при овладении штурмом городом и крепостью Нарва — важным укрепленным районом обороны немцев, прикрывающим пути в Эстонию[8].
- За отличие в боях при прорыве сильно укрепленной обороны противника севернее города Тарту, освобождении более 1500 населенных пунктов[14].
- За отличие в боях при овладении столицей Эстонской ССР городом Таллин (Ревель) — важной военно-морской базой и крупным портом на Балтийском море[9].
- За отличие в боях при овладении городом Пярну (Пернов) — важным портом в Рижском заливе[15].
- За отличие в боях при овладении островом Сааремаа (Эзель), превращенного немцами в опорный пункт, прикрывающий подступы к Рижскому заливу, и полном освобождении территории Советской Эстонии от немецких захватчиков[16].

## Отличившиеся воины дивизии
- Гудимов Иван Кириллович, старший лейтенант, заместитель командира эскадрильи 448-го штурмового авиационного полка 281-й штурмовой авиационной дивизии 13-й воздушной армии Указом Президиума Верховного Совета СССР от 23 февраля 1945 года удостоен звания Герой Советского Союза. Золотая Звезда № 5942.
- Зинченко Алексей Родионович, старший лейтенант, командир эскадрильи 448-го штурмового авиационного полка 281-й штурмовой авиационной дивизии 14-й воздушной армии Указом Президиума Верховного Совета СССР от 2 сентября 1943 года удостоен звания Герой Советского Союза. Золотая Звезда № 510.
- Никишин Михаил Дмитриевич, старший лейтенант, командир эскадрильи 448-го штурмового авиационного полка 281-й штурмовой авиационной дивизии 13-й воздушной армии Указом Президиума Верховного Совета СССР от 23 февраля 1945 года удостоен звания Герой Советского Союза. Золотая Звезда № 5329.
- Одноворченко Степан Савельевич, майор, командир эскадрильи 448-го штурмового авиационного полка 281-й штурмовой авиационной дивизии 13-й воздушной армии Указом Президиума Верховного Совета СССР от 23 февраля 1945 года удостоен звания Герой Советского Союза. Золотая Звезда № 5330.
- Плешаков Алексей Сергеевич, майор, командир эскадрильи 703-го штурмового авиационного полка 281-й штурмовой авиационной дивизии 13-й воздушной армии Указом Президиума Верховного Совета СССР от 15 мая 1946 года удостоен звания Герой Советского Союза. Золотая Звезда № 8982.
- Титович Владимир Васильевич, лейтенант, командир звена 872-го штурмового авиационного полка 281-й штурмовой авиационной дивизии 13-й воздушной армии Указом Президиума Верховного Совета СССР от 23 февраля 1945 года удостоен звания Герой Советского Союза. Золотая Звезда № 5937.
- Ткачёв Николай Семёнович, капитан, командир эскадрильи 703-го штурмового авиационного полка 281-й штурмовой авиационной дивизии 13-й воздушной армии Указом Президиума Верховного Совета СССР от 19 августа 1944 года удостоен звания Герой Советского Союза. Золотая Звезда № 4058.
- Томаров Василий Александрович, лейтенант, командир звена 872-го штурмового авиационного полка 281-й штурмовой авиационной дивизии 13-й воздушной армии Указом Президиума Верховного Совета СССР от 23 февраля 1945 года удостоен звания Герой Советского Союза. Золотая Звезда № 5356.
- Ульяновский Георгий Георгиевич, капитан, командир эскадрильи 872-го штурмового авиационного полка 281-й штурмовой авиационной дивизии 14-й воздушной армии Указом Президиума Верховного Совета СССР от 13 апреля 1944 года удостоен звания Герой Советского Союза. Золотая Звезда № 3593.
- Федяков Сергей Михайлович, старший лейтенант, заместитель командира эскадрильи 872-го штурмового авиационного полка 281-й штурмовой авиационной дивизии 13-й воздушной армии Указом Президиума Верховного Совета СССР от 19 августа 1944 года удостоен звания Герой Советского Союза. Золотая Звезда № 4477.
- лётчик младший лейтенант Максимов Гурий Николаевич и воздушный стрелок сержант Чупров Василий Николаевич (872-й штурмовой авиационный полк) в районе деревни Бородулино совершили огненный таран, направив свой самолёт в склад боеприпасов.

## Воины дивизии, совершившие огненный таран
Огненный таран совершили:
- 3 августа 1942 года командир звена 448-го штурмового авиационного полка лейтенант Гарбуз Александр Иванович. Один из немногих случаев, когда летчики остался жив. Удостоен высшей награды — Указаом Презилиума Верховного Совета СССР от 3 ноября 1942 года награждён орденом Ленина.
- 27 июня 1943 года экипаж 872-го штурмового авиационного полка в составе: командир экипажа лётчик полка младший лейтенант Максимов Гурий Николаевич и воздушный стрелок полка сержант Чупров Василий Николаевич в районе деревни Бородулино совершили огненный таран, направив свой самолёт в склад боеприпасов. Экипаж погиб. 27 июня 1943 года награждены: младший лейтенант Максимов орденом Красного Знамени, сержант Чупров орденом Красной Звезды.
- 19 января 1944 года экипаж 703-го штурмового авиационного полка в составе: командир экипажа летчик полка младший лейтенант Щербина Виктор Алексеевич	и воздушный стрелок полка старший сержант Столяров Пётр Михайлович. Экипаж погиб, не награждался.

## Базирование
| Период            | Место базирования               |
| ----------------- | ------------------------------- |
| 08.1945 — 10.1946 | Лембите (Тарту), Эстонская ССР  |
| 10.1946 — 12.1959 | Кречевицы, Новгородская область |